# Солари, Пьетро Антонио
Пьетро Антонио Солари (итал. Pietro Antonio Solari, лат. Petrus Antonius Solarius, также известный как Пётр Фрязин, в летописях Пётр Антонин Фрязин; около 1445 (после 1450?), Карона — до ноября 1493 (май 1493?), Москва) — итальянский архитектор, известный постройкой Грановитой палаты и башен Кремля. О строительной деятельности Пьетро Антонио Солари в Милане известно достаточно, но о его жизни очень мало, расходятся даже сведения о годе рождения и дате смерти.

## Биография
Пьетро Антонио Солари родился в Кароне (современный швейцарский кантон Тичино) и работал подмастерьем у отца — архитектора и скульптора Гвинифорте Солари. В 1476 был нанят строителем миланского собора. Однако ректоры собора не утвердили выбора Пьетро Антонио главным строителем собора после смерти его отца. Это сообщение, однако, противоречит информации об архитекторах миланского собора, представленной на сайте собора, согласно которой Пьетро Антонио был назначен на эту должность в 1476 году.

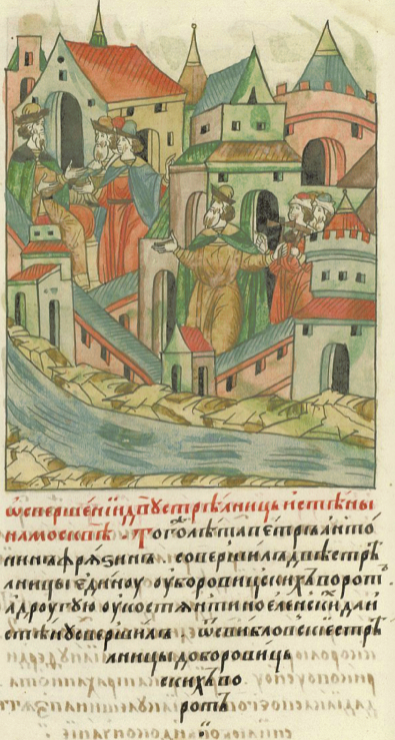
Пьетро Антонио Солари строит стрельницы

Солари построил несколько зданий в Милане. Ему (в соавторстве с отцом) приписываются церкви Святого Петра в Гессате, Санта-Мария-дель-Кармине в Милане, Santa Maria Incoronata и Santa Maria della Pace. Солари также приписываются две работы в области скульптуры: гробница епископа Марко де Капитани в соборе Алессандрии (1484) и скульптура Мадонны в замке Сфорца в Милане (1485). Солари был приглашён приехать в Москву русскими послами греческого происхождения Дмитрием и Мануилом Ралевыми. В 1490 году прибыл в Москву в сопровождении своего ученика Цанантонио, литейщика орудий Джакобо и серебряника Христофора с двумя учениками.
По приезде в Москву Солари обратил на себя всеобщее внимание и пользовался благоволением Ивана III, который оказывал ему особое доверие. Летописи называют его «архитектоном», а не обычными для тех времён терминами «муроль» или «палатных дел мастер». В Милане был найден ныне утерянный документ, на котором была подпись «Пьетро Антонио Соларио, главный архитектор Москвы» (Petrus Antonius de Solario architectus generalis Moscovie). По другим источникам, это личное письмо Солари находится в Ватиканском архиве, и содержит слова «architectus generalis Moscovial».
Солари прожил в Москве недолго и умер в 1493 году, по некоторым источникам, в мае. По другим источникам, дата смерти определяется приблизительно по факту утверждения матери в правах наследства после сына, которое состоялось 22 ноября 1493 года.

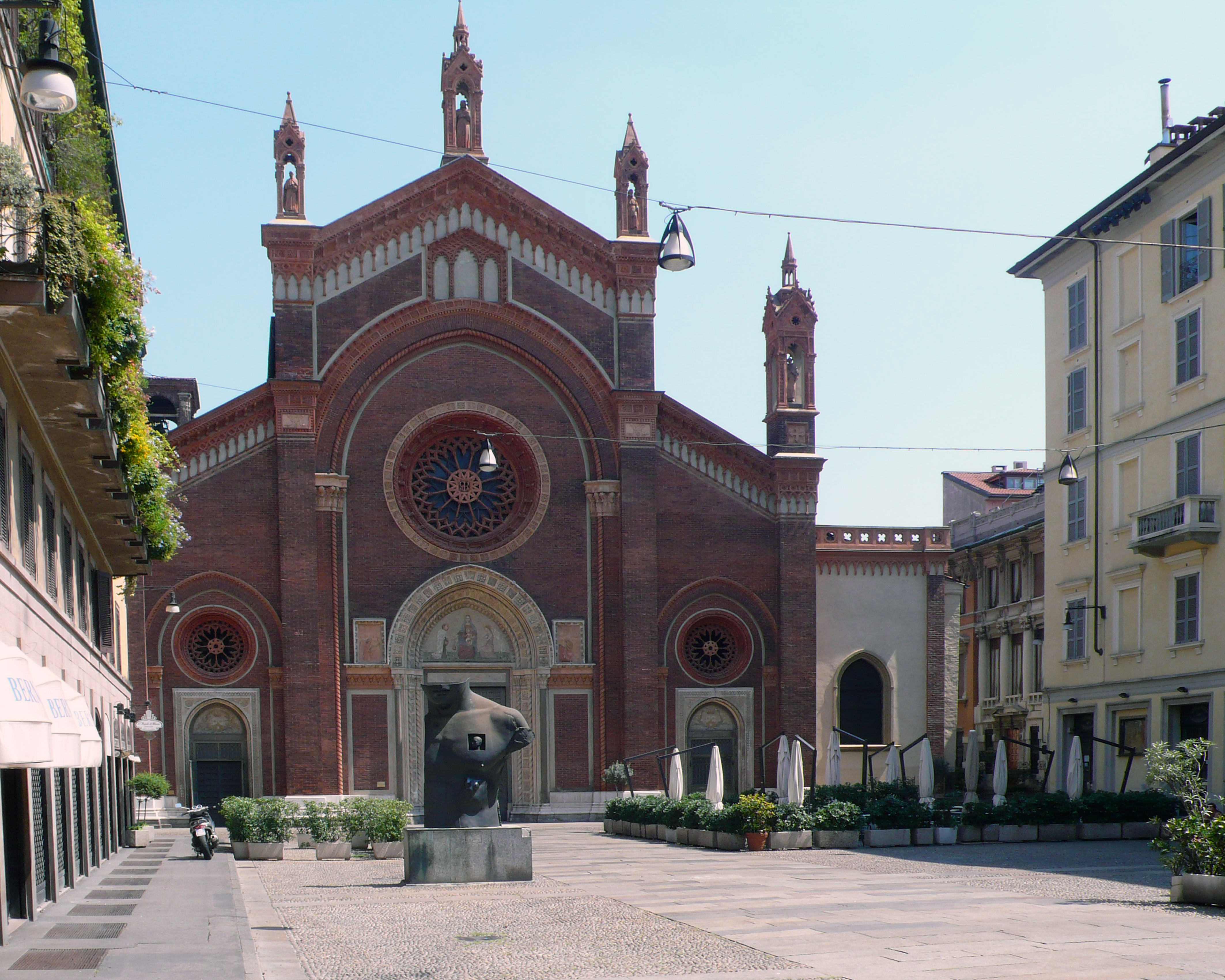
Santa Maria del Carmine
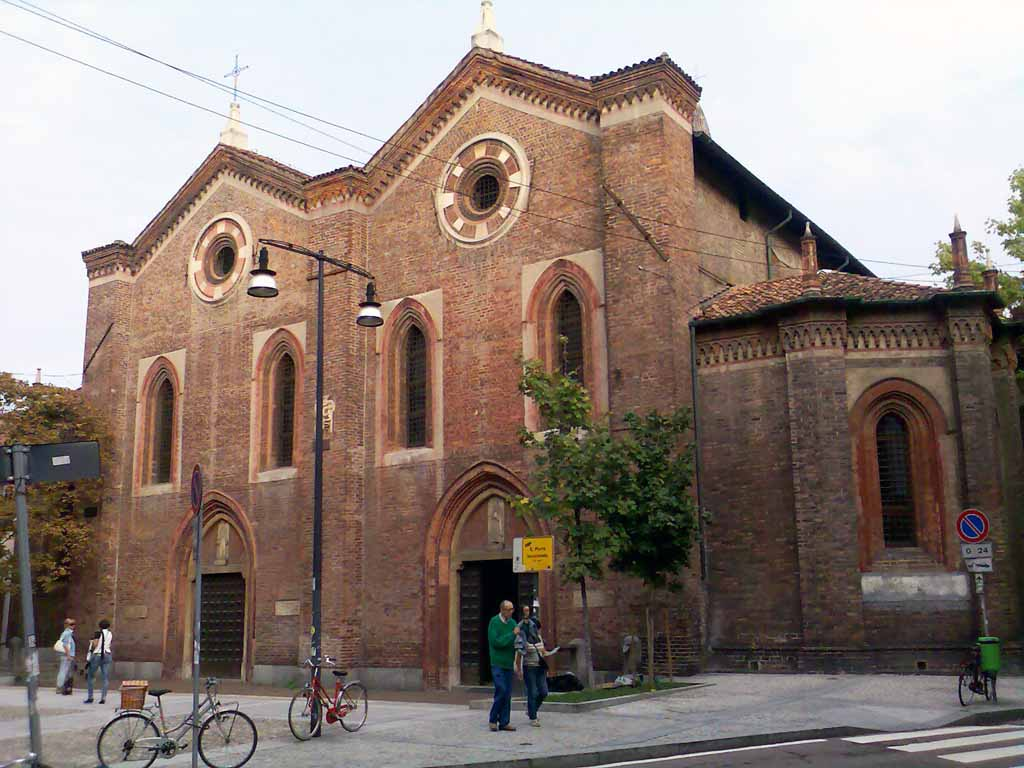
Santa Maria Incoronata
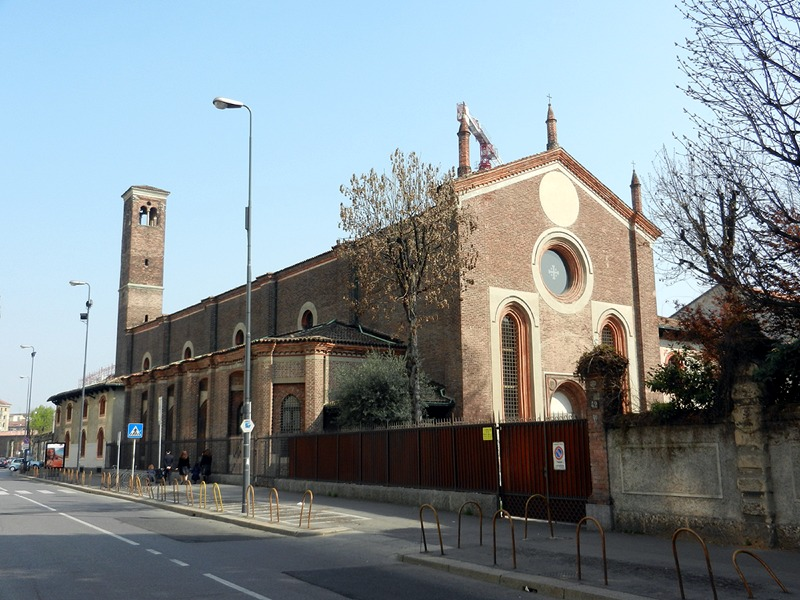
Santa Maria della Pace
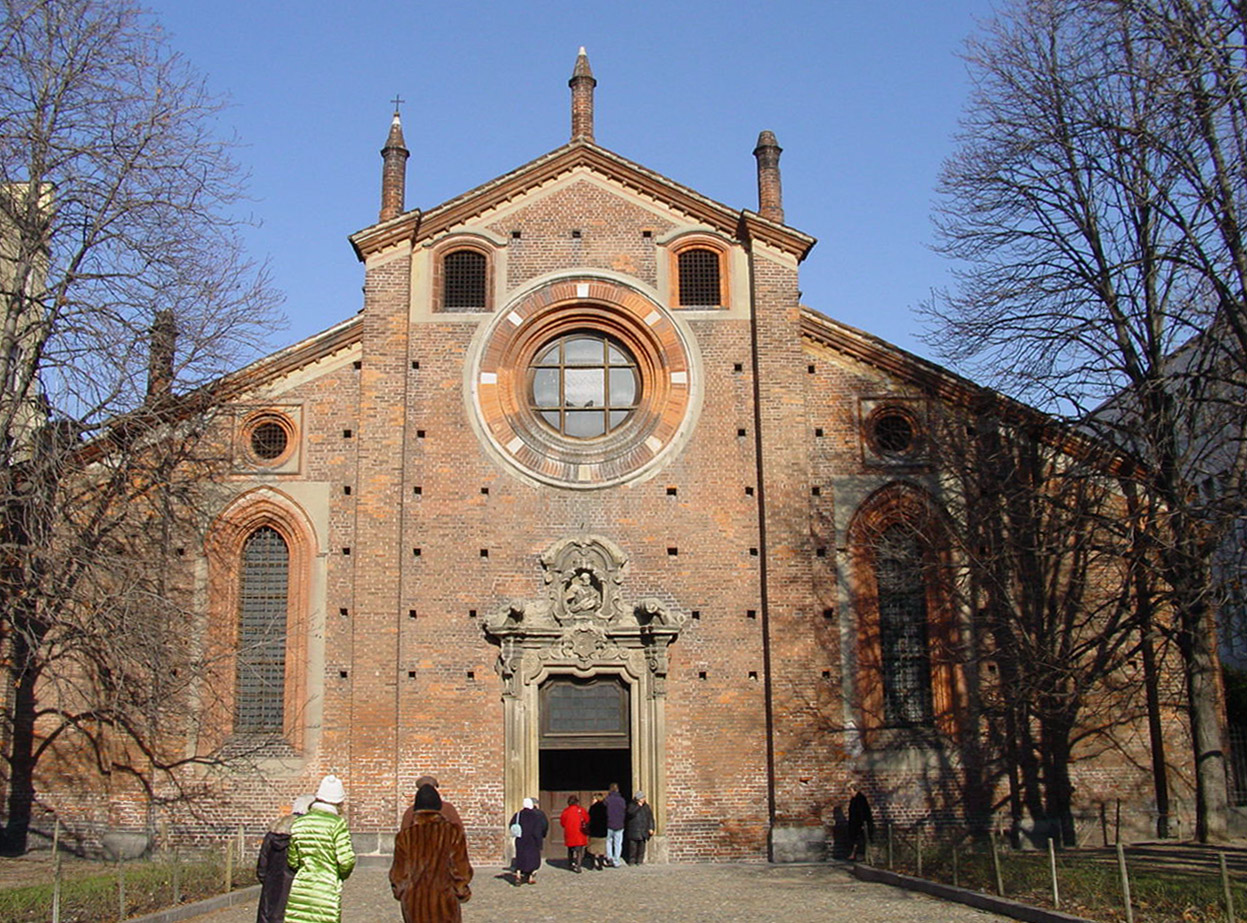
San Pietro in Gessate

## Постройки в Кремле
- 1487—1491 — Грановитая (Большая Золотая) палата, совместно с Марком Фрязином
- 1490 — Боровицкая башня
- 1490 — Константино-Еленинская башня
- 1491 — Спасская (Фроловская) башня
- 1491 — Никольская башня
- 1491 — Сенатская башня
- 1492 — Угловая Арсенальная башня

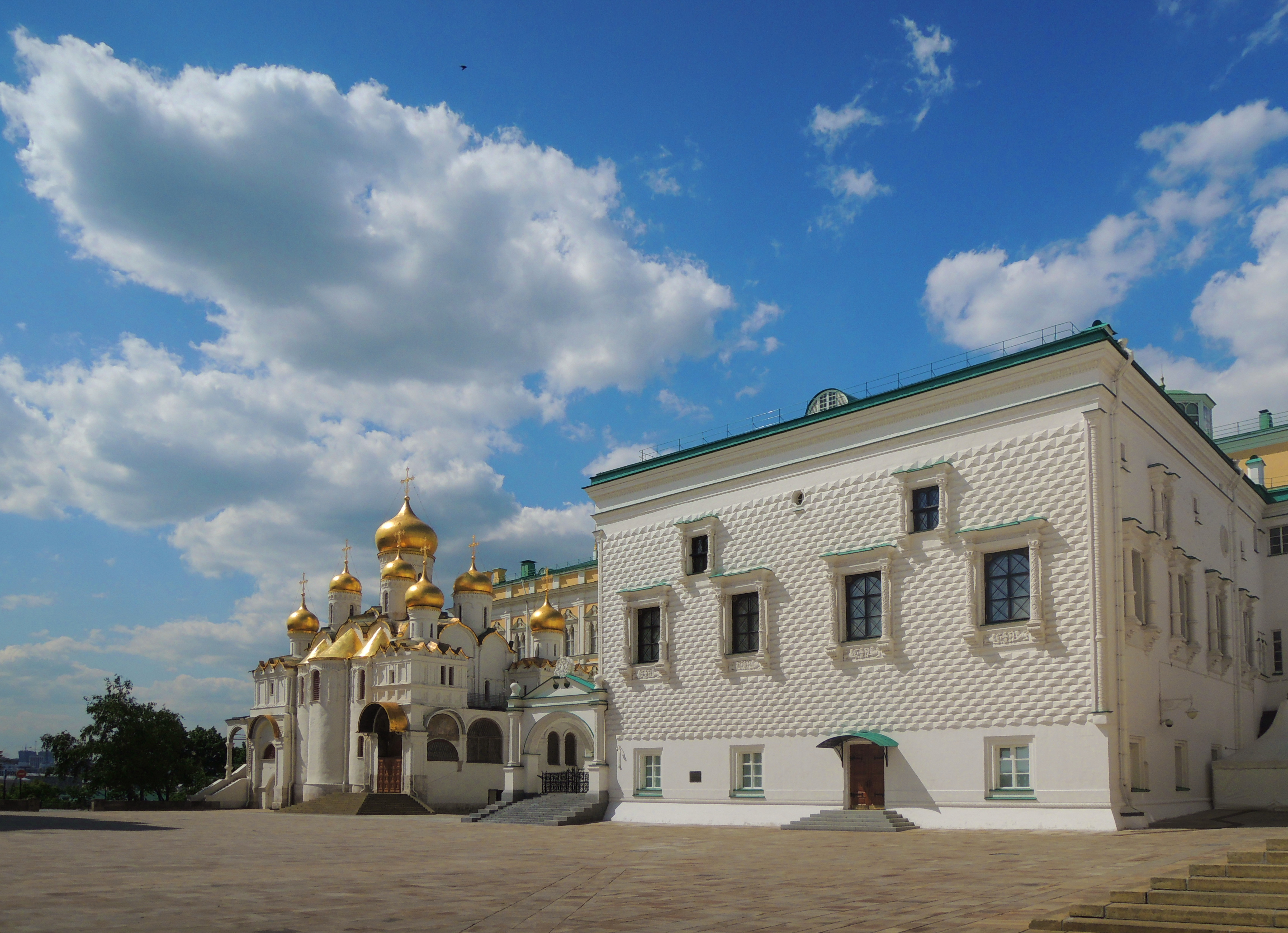
Грановитая палата

Над Спасскими воротами висит мемориальная доска (копия, повреждённый оригинал находится в фондах музея-заповедника Московский Кремль) с написью на латыни:

IOANNES VASILII DEI GRATIA MAGNUS DUX VOLODIMERIAE, MOSCOVIAE, NOVOGARDIAE, TFERIAE, PLESCOVIAE, VETICIAE, ONGARIAE, PERMIAE, BUOLGARIAE ET ALIAS TOTIUSQ(UE) RAXIE D(OMI)NUS, A(N)NO 30 IMPERII SUI HAS TURRES CO(N)DERE F(ECIT) ET STATUIT PETRUS ANTONIUS SOLARIUS MEDIOLANENSIS A(N)NO N(ATIVIT) A(TIS) D(OM)INI 1491 K(ALENDIS) M(ARTIIS) I(USSIT)P(ONE-RE)

С внутренней стороны стены надпись на русском языке, сохранившаяся со времён строительства:

В ЛЕТО 6999 ИУЛИА БОЖИЕЮ МИЛОСТИЮ СДЕЛАНА БЫСТ СИА СТРЕЛНИЦА ПОВЕЛЕНИЕМЬ ИОАННА ВАСИЛЬЕВИЧА ГДРА И САМОДРЪЖЦА ВСЕЯ РУСИИ. И ВЕЛИКОГО КНЗЯ ВОЛОДИМЕРЬСКОГО. И МОСКОВСКОГО И НОВОГОРОДСКОГО. И ПСКОВСКОГО. И ТВЕРЬСКОГО. И ЮГОРСКОГО И ВЯТСКОГО. И ПЕРМСКОГО. И БОЛГАРСКОГО. И ИНЫХ ВЪ 30 Е ЛЕТО ГДРЬСТВА ЕГО А ДЕЛАЛЪ ПЕТРЪ АНТОНИЕ ОТ ГРАДА МЕДИОЛАНА

Перевод на современный русский язык: 

«В июле 6999 года ( использовано летоисчисление «от сотворения мира») божию милостью построена была эта стрельница (башня) повелением Ивана Васильевича, государя и самодержца всея Руси, великого князя Владимирского, Московского, Новгородского, Псковского, Тверского, Югорского, Вятского, Пермского, Болгарского и иных (земель). (Башня построена) на 30-й год его царствования, а построил (её) Петро Антонио из города Милана.»